# حرملة (نبات)
حَرْمَلَة أو قضبان هو جنبة طبية برية معمرة فرعاء دقيقة الأفنان عصارية بلا أوراق في فصيلة الصقلابيات. موطنه غرب إفريقية والمحيط الهندي ومنطقة غرب المحيط الهادئ. يمتد النطاق الطبيعي للأنواع من جنوب إفريقيا عبر معظم أنحاء إفريقية والشرق الأوسط إلى الهند والهند الصينية وجنوب الصين وإندُمَلاية ومجنيزية. وجد أيضاً في العديد من جزر المحيط الهندي بما في ذلك مُرِشْيُس وروُنوُن وسِشل.

## الوصف
الحرملة هو نبات عصاري بلا أوراق مع أفنان أسطوانية خضراء مركبة للضوء. قد ينمو النبات ليكون شجيرة أو كرمة. تُنتج الأفنان كماً وفيراً من الإفرازات اللبنية عند كسرها. هذه الإفرازات هي مادة كاوية بطبيعتها ويمكن أن تسبب حروقًا إذا لامست جلد الإنسان. ينتج النبات أزهارًا بيضاء صغيرة في مجموعات. تلي الأزهار قرون طويلة تُنتج العديد من البذور ذات الأعمدة الحريرية التي تتشتت مع الرياح. النطاق البيئي للأنواع واسع جدًا، ويمتد من هوامش الغابات المطيرة وغابات الرياح الموسمية  إلى الصحاري القاحلة.
يبدو أن السمية متغيرة، حتى محلياً. من المعروف أن النبات يسبب التسمم والموت في الماشية.

## الاستخدامات

### غذاء
يعتبر في كينيا علفًا عالي الجودة؛ أما في الصومال وجنوب إفريقيا فيأكل البشر الأفنان، سواء كانت نيئة أو مطبوخة.

### دواء
استخدم النبات دواءً لعلاج مجموعة من الحالات، بما في ذلك القروح والجروح والجدري والتهابات العين والإسهال والطفيليات المعوية والجلدية ونقص إنتاج الحليب. تُستخدم الأجزاء الهوائية والجذور للنبات في الطب، وطريقة الاستخدام تراوح من تناول أجزاء النبات إلى شرب مُستخلص مغليّه، إلى تطبيق النسغ على الأجزاء المصابة وإلى التعرض لدخان النبات المحترق أو وضع المرضى على فراش مصنوع من النبات. عادة ما تكون العناية مطلوبة بسبب الطبيعة السامة والكاوية للعصارة، ولكن في بعض المناطق تعتبر السمية منخفضة لجزء من السنة في الأقل.